# Kolekvivalenten
Kolekvivalenten är ett sammanvägt mått på härdbarheten som funktion av ingående halter av betydande legeringsämnen.
Vid svetsning är det viktigt att veta hur materialet ska svetsas. Då spelar kolekvivalenten en viktig roll. Den avgör om materialet i fråga kan svetsas med normala metoder eller om speciella åtgärder måste vidtas. Om kolekvivalenten är mindre än 0,41 kan materialet svetsas med normala metoder utan begränsningar.
Vid högre värden kan speciella åtgärder vidtas. Exempelvis kan man svetsa vid förhöjd arbetstemperatur, vilket innebär att grundmaterialet förvärms innan svetsning. Då minskar avsvalningshastigheten och risken för sprickor minskar.

## Beräkning av kolekvivalenten
{\displaystyle C_{eq}=C+Mn/6+(Cr+Mo+V)/5+(Ni+Cu)/15}
Uttrycket gäller främst för kol-, kolmangan- och mikrolegerade stål. I uttrycket sätter man in halten av respektive legeringsämne i viktprocent.